# 伯宗
伯宗（？—？），春秋时期的晋国大夫。
前594年，伯宗劝晋景公，不要以攻打楚国救援宋国，引用了一句明言：“虽鞭之长不及马腹”，其含义为“虽然晋国强大，也无力战胜楚国”。现代汉语的成语“鞭长莫及”由此而来。赤狄酆舒杀死夫人伯姬，刺伤国君潞子婴儿的眼睛。伯宗说有五罪：不祭祀、嗜酒、废弃仲章而夺取黎氏的土地、杀害伯姬、伤了自己国君的眼睛，一定要讨伐。晋景公派荀林父率军在曲梁打败赤狄，杀死酆舒。
前586年，梁山崩，晋景公用传车召见伯宗。伯宗在路上让一辆载重车为传车让路。押送重车的人建议他走小路会更快捷。伯宗询问得知押车的是绛城人。伯宗问绛城之事，押车人说，梁山崩塌，国君想召见伯宗商量。山有了朽壤而崩塌，国家以山川为主，遇到山崩川竭，国君就要为它减膳撤乐、素服、乘坐缦车（没有彩画的车）、不奏音乐、离开寝宫、向神献礼。太史宣读祭文，以礼祭祀山川之神。如此而已，就是伯宗还能怎样。伯宗想要带押车人去见晋景公，押车人不答应。伯宗把押车人的话禀告晋景公，晋景公听从了他的意见。
前585年三月，由于宋国拒绝参加盟会，晋国伯宗、夏阳说、卫国孙良夫、宁相、郑国人、伊洛戎人、陆浑、蛮氏攻打宋国。军驻鍼地。卫国不加防守。夏阳说要袭击卫国，伯宗不同意。卫国因为相信晋国，所以军队驻扎其郊，不加防守，如果袭击，是抛弃信用。虽然可多获卫国俘虏，但晋国没有信义，怎能去获得诸侯的拥戴。于是就停止了行动。军队回国。
有一次，伯宗上朝後高興地回家，他的妻子問他高興的原因，伯宗說：「我在朝堂上發言，一眾大夫都說我的像陽子般机智善辩。」伯宗妻子回應說：「陽子虛浮而不切實際，空有口才卻沒有謀略，因此遭到杀身之难。你有甚麼好高興的？」伯宗於是宴請一眾大夫飲酒並和他們交談，讓妻子在一邊聽著。到宴會完畢，妻子告訴伯宗：「這些大夫沒有一個比得上你，但很久以來，在下位的人並不擁護才智在上的人，因此禍難一定會來到你的身上！何不盡快尋找有才能的人來保護你的兒子州犁呢？」於是伯宗找到了俠士畢陽。《左传》记载，伯宗每次朝见，他的妻子一定劝戒他：“盗贼憎恶主人，民众厌恶当权者，您喜欢直言，必然被奸人憎恨，会遭到祸难。”
其后，前576年，伯宗被三郤（郤至、郤犨、郤錡）以讒言誣賴而被杀，其子伯州犁在畢陽的護送下投奔楚国，伯州犁的孙子伯否在楚国内乱後，又投奔吴国。

## 世系
|  |  |  |  | 伯宗   |  |  |  |  |  |  |  |  |  |
|  |  |  |  |        |  |  |  |  |  |  |  |  |  |
|  |  |  |  | 伯州犁 |  |  |  |  |  |  |  |  |  |
|  |  |  |  |        |  |  |  |  |  |  |  |  |  |
|  |  |  |  | 伯郤宛 |  |  |  |  |  |  |  |  |  |
|  |  |  |  |        |  |  |  |  |  |  |  |  |  |
|  |  |  |  | 伯否   |  |  |  |  |  |  |  |  |  |